# لاجوس كيمني
لاجوس كيمني (بالمجرية: Kemény Lajos)‏ هو طبيب الجلد ‏ مجري، ولد في 14 أبريل 1959 في سيجد في المجر.